# Christine Görner
Christine Görner (* 15. Juni 1930 in Halle; † 30. Oktober 2024 in Nepi/Viterbo bei Rom) war eine deutsche Opernsängerin (Sopran) und Schauspielerin.

## Biografie
Görner war die Urenkelin des Schauspieldirektors Karl August Görner und der aus Neustrelitz stammenden Opernsängerin Friederike Tomasini.
Nach ihrer Gesangsausbildung wurde Görner im Alter von 22 Jahren an der Staatsoper Hamburg engagiert. Nach wenigen Jahren ging sie nach München an das Staatstheater am Gärtnerplatz. Dort agierte sie unter anderem in Fanny (mit Trude Hesterberg), dem ersten Musical, das am Gärtnerplatz produziert wurde, sowie als Miesmies in der Uraufführung der Spieloper Spiegel, das Kätzchen (mit Ferry Gruber). Sie trat unter anderem am Opernhaus Köln, an der Deutschen Oper Berlin und an der Bayerischen Staatsoper auf.
In den 1950er-Jahren war sie auch als Schauspielerin tätig und wirkte parallel zu ihren Bühnenauftritten in einigen Filmproduktionen mit, wo sie stets wichtige Rollen erhielt. 1958 übernahm sie in der Operettenverfilmung Gräfin Mariza die Titelrolle. Seit 1988 arbeitete Christine Görner überwiegend als Schauspiel- und Gesangslehrerin (Stimmcoaching), zunächst fünf Jahre an der Schauspielschule Zerboni, später im eigenen Studio. Ferner war sie als Interpretin mit Liedern von Kurt Weill und Bert Brecht sowie mit Chansons der 1920er-Jahre erfolgreich, auch in Rundfunk- und Fernsehauftritten.
Sie war von 1960 bis zu einer Scheidung 1986 mit dem 2010 verstorbenen Kammersänger Benno Kusche verheiratet, mit dem sie zusammen mehrmals auf Tonträgern, insbesondere bei Operettenquerschnitten, zu hören war. 
Görner lebte bis 2019 in München. Nach einem Schlaganfall von 2019 lebte sie in Nepi/Italien bei ihrem Sohn, dem Filmkomponist Christian Kusche-Tomasini.
Sie starb am 30. Oktober 2024 im Alter von 94 Jahren und wurde am 31. Oktober auf dem Friedhof von Rom-Bracciano beigesetzt.

## Diskografie (Auswahl)
- Operettenquerschnitte, mit ihrem Mann Benno Kusche (EMI)
- Der fidele Bauer/Der Vogelhändler, mit ihrem Mann Benno Kusche (Amiga)
- Robert Stolz – Meine schönsten Melodien, mit ihrem Mann Benno Kusche (Europa)
- Christine Görner – Benno Kusche (Telefunken)
- Weltstars singen Lehár (Electrola)
- Ein Sommer lang/In mir klingt ein Lied (Telefunken)

## Filmografie
- 1954: Die Witwe Grapin (TV)
- 1954: Der Trunkenbold in der Hölle (TV)
- 1954: Der Opernball (TV)
- 1958: Mein Mädchen ist ein Postillion
- 1958: Wenn Mädchen ins Manöver zieh’n
- 1958: Die Operette ist tot – es lebe die Operette (TV)
- 1958: Gräfin Mariza
- 1959: Was eine Frau im Frühling träumt
- 1959: Immer die Mädchen
- 1959: Mandolinen und Mondschein
- 1959: Mein Schatz, komm mit ans blaue Meer
- 1960: Endstation Rote Laterne
- 1962: Der liebe Augustin (TV)
- 1963: Glückliche Reise (TV)
- 1963: Die lustige Witwe (TV)
- 1965: Hofball für den Walzerkönig (TV)
- 1967: Wie lernt man Liebe? (TV)
- 1968: Immer wieder jung (TV)
- 1969: G’schichten aus dem Theater an der Wien (TV)
- 1970: Pariser Leben (TV)
- 1971: Geschichten über Frauen der Geschichte (Fernsehserie)
- 1987: Rendezvous im Palmengarten (TV)